# Spasatel Vasily Bekh

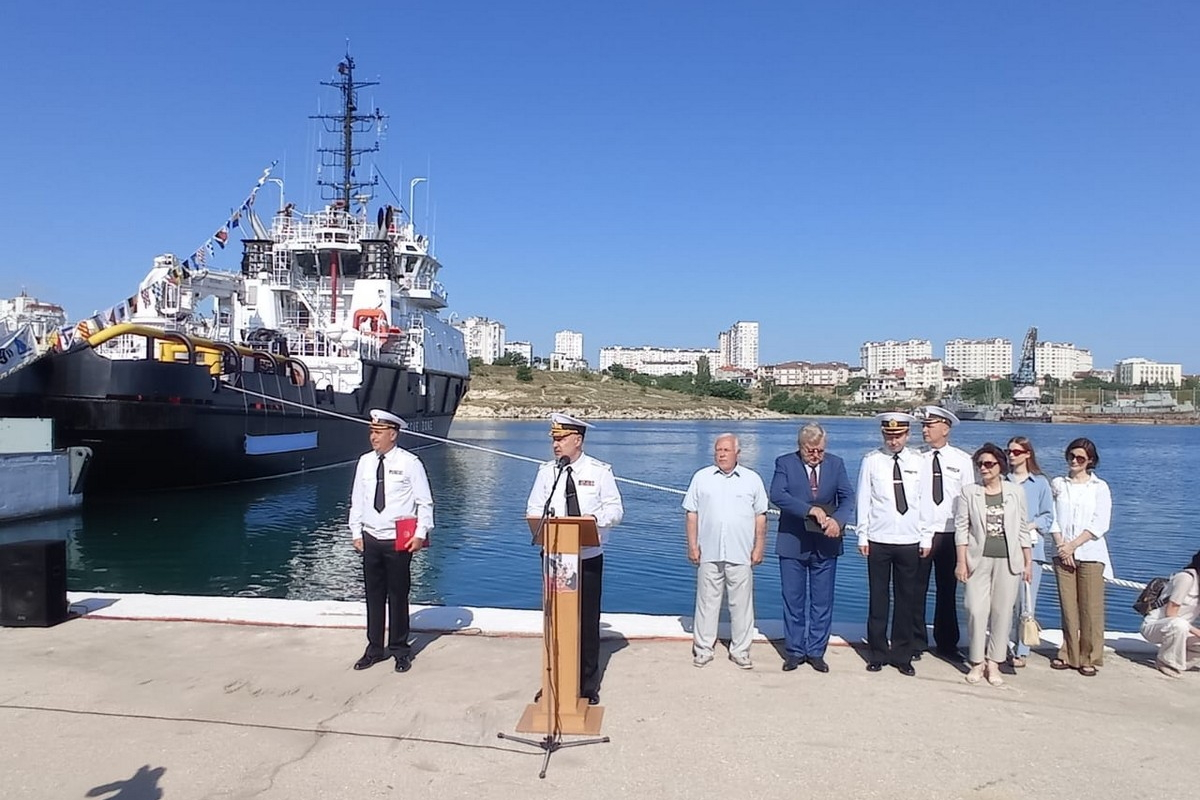
Ceremoni vid idrifttagandet, Sevastopol 2017

Spasatel Vasily Bekh var en rysk militär bogser- och bärgningsbåt i Svartahavsflottan, som sjösattes 2016 och som sänktes 2022 vid Rysslands invasion av Ukraina.
Vasily Bekh byggdes för att bogsera fartyg i sjönöd, bekämpa bränder till sjöss, förse andra fartyg med vatten och elektricitet, evakuera sårade och tjänstgöra som plattform för räddningsdykningar. Den hade en besättning på 26 personer och plats för ytterligare 36 personer. Fartyget var 57 meter långt, en hastighet på 14 knop och kunde operera självständigt upp till 20 dagar i ett sträck.
Vasily Bekh konstruerades av Konstruktionsbyrån Vympel i Nizjnij Novgorod och byggdes 2016 av Zvezdochka Shipyard i Astrachan vid Kaspiska havet i Ryssland. Hon togs i tjänst i januari 2017 och överfördes till Ryska marinens Svartahavsflotta i mars 2017.
I juni 2022 fraktade Vasily Bekh personal, vapen och ammunition till den ockuperande ryska militärstyrkan på Ormön utanför Ukrainas fastland. Hon angreps av två sjömålsrobotar, varefter hon sjönk.  Ukrainas krigsministerium visade samma dag en video över händelsen, som togs från en ukrainsk drönare av typ Bayraktar TB2.